# Aloe komatiensis
Aloe komatiensis é uma espécie de liliopsida do gênero Aloe, pertencente à família Asphodelaceae.